# باتريك بورنس
باتريك بورنس (بالإنجليزية: Patrick Burns) هو شخصية أعمال وسياسي كندي، ولد في 5 يوليو 1856 في أوشاوا في كندا، وتوفي في 24 فبراير 1937 في كالغاري في كندا. انتخب عضو مجلس الشيوخ الكندي.